# Nuoto ai Giochi della XXV Olimpiade - 400 metri misti maschili
Hanno partecipato alle batterie di qualificazione dei 400 metri misti maschili di nuoto ai Giochi della XXV Olimpiade  56 atleti: i primi 8 si sono qualificati per la finale A, i successivi 8 invece si sono qualificati per la finale B.

## Finale A
27 luglio 1992
| Posizione | Atleta            | Paese             | Tempo      |
| --------- | ----------------- | ----------------- | ---------- |
|           | Tamás Darnyi      | Ungheria          | 4:14.23 RO |
|           | Eric Namesnik     | Stati Uniti       | 4:15.57    |
|           | Luca Sacchi       | Italia            | 4:16.34    |
| 4         | David Wharton     | Stati Uniti       | 4:17.26    |
| 5         | Christian Gessner | Germania          | 4:17.86    |
| 6         | Patrick Kühl      | Germania          | 4:19.66    |
| 7         | Sergei Mariniuk   | Squadra Unificata | 4:22.93    |
| 8         | Takahiro Fujimoto | Giappone          | 4:23.86    |

## Finale B
| Posizione | Atleta           | Paese     | Tempo   |
| --------- | ---------------- | --------- | ------- |
| 9         | Attila Czene     | Ungheria  | 4:21.28 |
| 10        | Curtis Myden     | Canada    | 4:21.91 |
| 11        | Jorge Perez      | Spagna    | 4:22.06 |
| 12        | Petteri Lehtinen | Finlandia | 4:22.10 |
| 13        | Philip Bryant    | Australia | 4:22.36 |
| 14        | Marcin Malinski  | Polonia   | 4:22.59 |
| 15        | Jan Bidrman      | Svezia    | 4:23.52 |
| 16        | Robert Baird     | Canada    | 4:25.06 |

## Batterie di qualificazione
- Q = Qualificati per la finale A
- q = qualificati per la finale B

| Posizione | Atleta             | Paese             | Tempo     |
| --------- | ------------------ | ----------------- | --------- |
| 1         | Eric Namesnik      | Stati Uniti       | 4:17.75 Q |
| 2         | Tamás Darnyi       | Ungheria          | 4:18.34 Q |
| 3         | Patrick Kühl       | Germania          | 4:18.68 Q |
| 4         | Sergei Mariniuk    | Squadra Unificata | 4:19.05 Q |
| 5         | Luca Sacchi        | Italia            | 4:19.42 Q |
| 6         | Christian Gessner  | Germania          | 4:19.92 Q |
| 7         | Takahiro Fujimoto  | Giappone          | 4:20.07 Q |
| 8         | David Wharton      | Stati Uniti       | 4:20.73 Q |
| 9         | Jorge Perez        | Spagna            | 4:21.33 q |
| 10        | Philip Bryant      | Australia         | 4:21.45 q |
| 11        | Petteri Lehtinen   | Finlandia         | 4:22.10 q |
| 12        | Curtis Myden       | Canada            | 4:22.41 q |
| 13        | Jan Bidrman        | Svezia            | 4:22.96 q |
| 14        | Robert Baird       | Canada            | 4:24.31 q |
| 15        | Marcin Malinski    | Polonia           | 4:24.72 q |
| 16        | Attila Czene       | Ungheria          | 4:26.31 q |
| 17        | Marian Satnoianu   | Romania           | 4:26.33   |
| 18        | Matthew Dunn       | Australia         | 4:27.65   |
| 19        | Marcel Wouda       | Paesi Bassi       | 4:28.51   |
| 20        | Igor Luczak        | Polonia           | 4:28.60   |
| 21        | Desmond Koh        | Singapore         | 4:28.95   |
| 22        | Renato Ramalho     | Brasile           | 4:29.28   |
| 23        | Denislav Kalchev   | Bulgaria          | 4:31.49   |
| 24        | Clifford Lyne      | Sudafrica         | 4:32.64   |
| 25        | Andy Rolley        | Regno Unito       | 4:32.82   |
| 26        | Andres Minelli     | Argentina         | 4:33.41   |
| 27        | Alejandro Bermudez | Colombia          | 4:33.87   |
| 28        | David Monasterio   | Porto Rico        | 4:36.39   |
| 29        | R. Sinisanont      | Thailandia        | 4:37.95   |
| 30        | Duncan Todd        | Hong Kong         | 4:41.84   |
| 31        | Roberto Bonilla    | Guatemala         | 4:43.54   |
|           | Toshiaki Kurasawa  | Giappone          | SQ        |
|           | Arthur Li Kai Yien | Hong Kong         | SQ        |